# Guardia, guardia scelta, brigadiere e maresciallo
Guardia, guardia scelta, brigadiere e maresciallo è un film del 1956 diretto da Mauro Bolognini.

## Trama
A Roma quattro zelanti vigili urbani, tutti elementi della banda musicale, si misurano con l'opinione tendenzialmente negativa che la popolazione ha maturato per la loro categoria in una serie di storielle intrecciate. 
Alla bontà e all'indulgenza sofferta di Antonio Spaziani, che arriva a farsi sopraffare da un ragazzino che circola in scooter con entrambi i genitori (memorabile la battuta "ha ragione mio padre, i vigili sono tutti s..."), si oppone la severa professionalità di Alberto Randolfi, che tormenta il compagno di camerata Paolo con lo studio della lingua francese in vista di un esame che potrebbe farne decollare la carriera. Randolfi non perdona nessuna infrazione, appioppando multe alle alte cariche istituzionali, ai pompieri, al passante che non attraversa con la dovuta precisione le strisce pedonali. Verrà miseramente bocciato all'esame di francese e, per questa sua innata intolleranza, trasferito a Milano dove pronuncerà la famosa frase "el magùn, ammazza che magone". 
Meno preciso e dedito al lavoro è Giuseppe Manganiello, grande appassionato di musica classica e spesso dormiente sul posto di lavoro; servile e ruffiano con il maresciallo, si spaccia per nipote di un Monsignore ma è in realtà parente della perpetua; insiste nel considerarsi un compositore di talento ma finisce sempre con l'arrendersi davanti all'evidenza: tutto ciò che compone è già stato scritto.
Sullo sfondo, la storia d'amore tra la figlia maggiore di Spaziani e il suo fidanzato pugile.

## Critica
Filippo Sacchi su Epoca del 6 maggio 1956 scrisse:

## Incassi
Incasso accertato sino al 31 marzo 1959: £ 434.434.634